# Серкебаев, Байгали Ермекович
Байгали́ Ерме́кович Серкеба́ев (каз. Байғали Ермекұлы Серкебаев, 27 июня 1958, Алма-Ата, Казахская ССР) — советский и казахский музыкант, пианист, аранжировщик, продюсер, автор песен. Заслуженный деятель Республики Казахстан.

## Биография
Происходит из рода тарышы племени керей Среднего жуза. Сын народного артиста СССР, оперного певца (баритон) Ермека Серкебаева. Окончил Алматинскую консерваторию им. Курмангазы по классу фортепиано.
После окончания консерватории работал в коллективе «Арай», аккомпанировавшем казахской певице Розе Рымбаевой. В 1982 году все музыканты «Арая» разошлись, и Роза предложила Байгали собрать и возглавить новую группу. Новый состав группы был набран, но название осталось прежним — «Арай». Впоследствии «Арай» переименовали в «Алма-Ата-Студио», далее — в «A’Studio». На данный момент занимается продюсированием собственного коллектива «A’Studio», The Jigits и нескольких других. В начале 1990-х годов режиссёром Алексеем Берковичем о группе «А-Студио» был снят музыкальный фильм «Джулия» с участием самих музыкантов.
Является совладельцем московского клуба-ресторана Emporio Cafe.
Женат. Супруга — Раушан Серкебаева. У пары две дочери: старшая Камила и младшая Сана. Камила и Сана получили образование по классу скрипки. Камила в Алматы и Астане начала заниматься продвижением проекта TheatreHD. Главная его особенность — показ громких мировых театральных премьер на большом экране.
12 февраля 2015 года в ресторане Emporio Сafe состоялась презентация группы The Jigits, продюсером которой является Байгали и казахстанский композитор Ринат Гайсин. The Jigits — молодая группа состоящая из финалистов первой казахстанской «Фабрики звёзд», родившаяся в своем полном составе на международном конкурсе «Новая Волна», где парни достойно заняли 4-е место. Казахстанский бойз-бэнд, в состав которого входят Равиль Исаков, Алишер Егембердиев и Батыржан Тазабеков.